# Cojoba escuintlensis
Cojoba escuintlensis är en ärtväxtart som först beskrevs av Cyrus Longworth Lundell, och fick sitt nu gällande namn av Maria de Lourdes Rico. Cojoba escuintlensis ingår i släktet Cojoba, och familjen ärtväxter. Inga underarter finns listade i Catalogue of Life.